# Dynamenella josephi
Dynamenella josephi is een pissebed uit de familie Sphaeromatidae. De wetenschappelijke naam van de soort is voor het eerst geldig gepubliceerd in 1968 door Glynn.